# Can Miquel Martín
Can Miquel Martín és una masia del municipi de Sant Climent Sescebes (Alt Empordà) inclosa en l'Inventari del Patrimoni Arquitectònic de Catalunya. Està situada al nord del nucli urbà de la població de Sant Climent, a escassa distància del nucli urbà a la zona del Quintà, davant del camí que li dona accés i del còrrec de la Pixanera.

## Descripció
És una antiga masia formada per dos cossos rectangulars aïllats, units per un mur de tanca. Actualment, ambdues construccions han estat rehabilitades i segregades en diversos habitatges. L'edifici principal és de planta més o menys rectangular, organitzat en diverses crugies perpendiculars a la façana principal i distribuït en planta baixa i pis. Presenta la coberta de dues vessants de teula i una particularitat, la cantonada sud-oest està disposada a manera de xamfrà. La façana principal presenta dos antics portals d'arc rebaixat bastits amb maons, actualment transformats en finestres, i situats als extrems del parament. La resta d'obertures són rectangulars i totes elles presenten els emmarcaments bastits amb maons, majoritàriament reformades. La façana posterior també ha estat rehabilitada i es troba arrebossada i pintada. Destaquen les dues arcades molt rebaixades situades al centre de la construcció. Totes les obertures són d'arc molt rebaixat amb els emmarcaments d'obra arrebossats.
L'altre edifici, en origen probablement destinat a pallissa i magatzems, és rectangular i està distribuït en dues plantes, tot i que la coberta és d'un sol vessant. Presenta la mateixa tipologia d'obertures que el cos principal i la façana posterior completament reformada. Ha patit una ampliació envers l'est.
Les construccions originals són bastides amb pedra de diverses mides lligada amb abundant morter de calç.